# Општина Кобарид
Општина Кобарид (словен. Kobarid) је једна од општина Горишке регије у држави Словенији. Седиште општине је истоимени градић Кобарид.
Западни део општине Кобарид са 3 насеља је једини део данашње Словеније који припада историјској словеначкој покрајини Бенешка Словенија. Остатак ове покрајине припада Италији.

## Природне одлике
Рељеф: Општина Кобарид налази се на северозападу државе. У средишњем делу општине налази долина реке Соче. Северно од долине пружају се Јулијски Алпи, а јужно Бенешки Алпи.
Клима: У општини влада умерено континентална клима.
Воде: Најважнији водоток у општини је река Соча и већина мањих водотока су њене притоке. На западу општине налази се горњи ток речице Надиже, која се спушта у Италију.

## Становништво
Општина Кобарид је ретко насељена.

## Насеља општине
| - Авса - Борјана - Брегињ - Врсно - Дрежница - Дрежнишке Равне - Идрско | - Јевшчек - Језерца - Кобарид - Косеч - Кред - Крн - Ладра | - Либушње - Ливек - Лившке Равне - Логје - Магозд - Млинско - Перати | - Подбела - Потоки - Робидишче - Робич - Седло - Смаст - Становишче | - Старо Село - Сужид - Свино - Трново об Сочи - Хомец |  |